# Железнодорожный транспорт в Танзании

Железнодорожный транспорт в Танзании сегодня осуществляется в рамках двух технически независимых железнодорожных систем:
- Государственной железной дороги Танзании и
- Железной дороги Танзания–Замбия (TAZARA).

## История

### Занзибар
Первая железнодорожная ветка была построена на Унгудже в 1879 году, соединив султанский дворец в Каменном городе с его загородной резиденцией в десяти километрах к югу от Чуквани. Первоначально вагоны тянули мулы. С 1881 года использовался локомотив Bagnall. После смерти султана Баргаша бин Саида эта железная дорога была снова разобрана, а материалы утилизированы.
С 1905 по 1930 год существовала еще одна линия, ведущая из Каменного города к расположенному на севере султанскому дворцу в Бубубу.

#### Немецкий колониальный период

Флаг Восточноафриканской железнодорожной компании (OAEG)

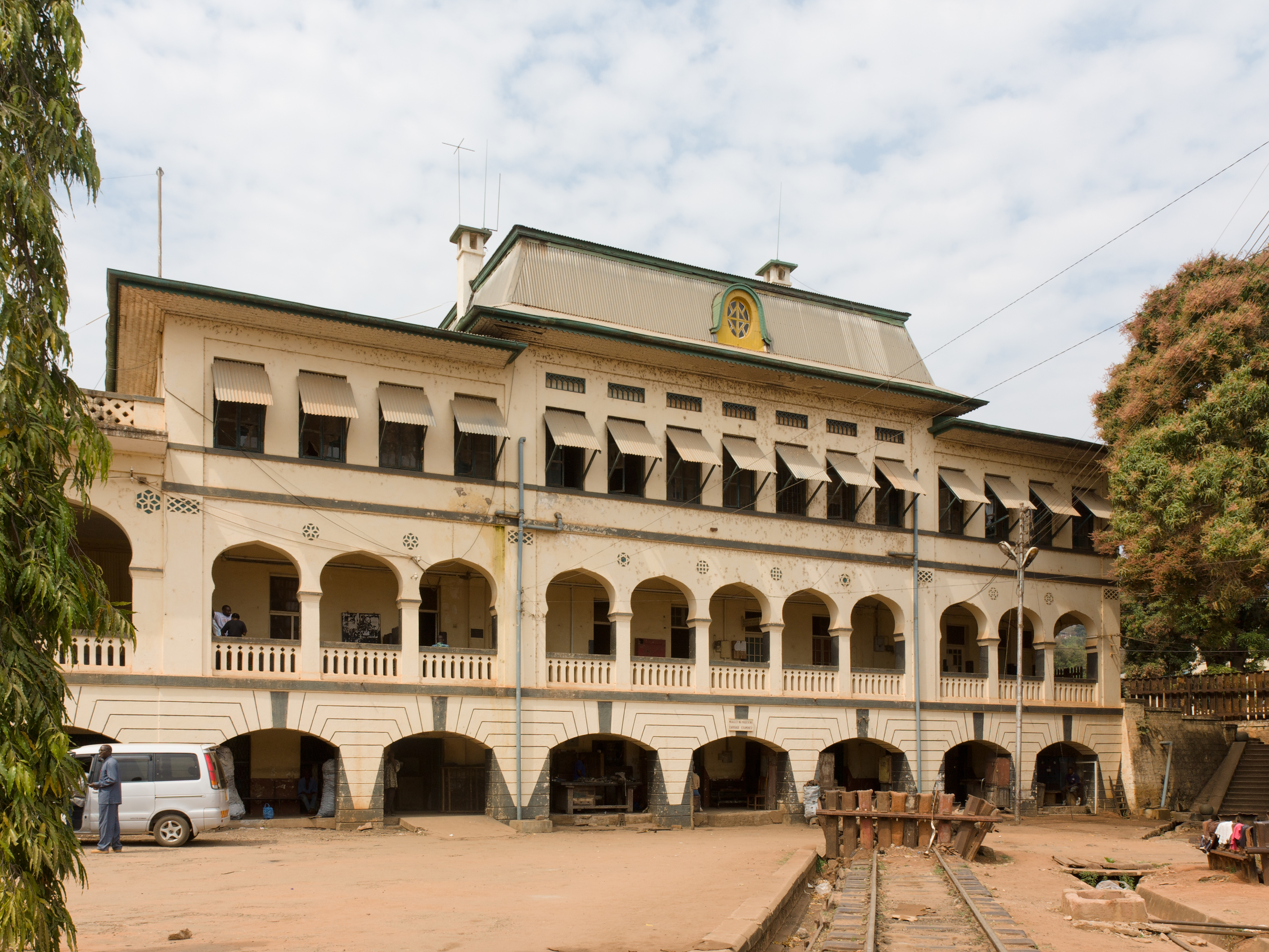
Железнодорожная станция Кигома

Первые железнодорожные линии на материке возникли в колониальные времена, когда территория современной Танзании была частью Германской Восточной Африки.

##### Северная железная дорога
В 1891 году Немецко-восточноафриканское общество создало дочернюю компанию с целью обеспечить сообщение с озером Виктория из Танги на берегу Индийского океана. Здесь и на других основных железных дорогах колонии метровая колея была выбрана в качестве стандарта. Наряду с этим для сообщения с отдельными плантациями по выращиванию сизаля были созданы полевые железные дороги меньшей ширины колеи — 600 мм.
Строительство железной дороги из Танги во внутренние районы началось в 1893 году. В 1894 году был открыт первый участок линии до Понгве. Однако «Железнодорожная компания Германской Восточной Африки» обанкротилась через два года и проложила всего 40 км пути до Мухесы. После этого правительство Германии взяло на себя ответственность за проект, и 12 июля 1899 года была заложена первая основа для строительства линии Мухеса-Корогве. С 1903 года линия была продлена от Корогве (84 км) до Момбо (129 км) и открыта в 1905 году. В 1908/09 году она достигла Бвико в Мкомази, а в октябре 1911 года достигла Моши (352 км). Запланированное расширение до Аруши (86 км) больше не осуществлялось из-за начала Первой мировой войны.

##### Центральная железная дорога
В 1904 году также была создана Восточноафриканская железнодорожная компания (OAEG) для продвижения железнодорожной линии, названной Центральноафриканской железной дорогой, из Дар-Эс-Салама в сторону озера Танганьика. Кигома была достигнута 2 февраля 1914 года. Еще в 1914 году было начато строительство участка железной дороги Руанды от Таборы до территории проживания Руанды. Этот проект был реализован лишь частично из-за начала Первой мировой войны в августе 1914 года. Временная полевая железная дорога между Момбо и Хандени была построена для сил защиты во время войны.

#### Британский протекторат
В начале Первой мировой войны на германскую территорию будущей Танзании из соседней враждебной Британской Восточной Африки вторглись английские войска и установили здесь свою власть. От железнодорожной станции Вои своей Угандийской железной дороги англичане уже в 1915/16 годах построили железнодорожную линию ~ 150 километров до станции Моши северной железной дороги Танганьики. Поскольку английская железная дорога Кения—Уганда и железная дорога, построенная немцами, имеют одинаковую ширину колеи 1000 мм, то они удачно образовали единую железнодорожную сеть. По итогам войны Лига Наций признала оккупированную британцами Танганьику мандатной территорией Соединенного Королевства, и 1 апреля 1919 года новая колониальная власть учредила Танганьикские железные дороги и портовые службы в качестве компании-оператора железных дорог на всей территории Мандата.
В 1928 году была открыта железнодорожная линия Табора-Мванза, строительство которой начиналось ещё Германией для сообщения с озером Виктория, а в 1930 году северная железная дорога была продлена до Аруши. В 1948 году в качестве ответвления от Центральной железной дороги была открыта линия Мсагали-Хороро, а в 1949/1950 годах — линия Калиуа-Мпанда. Линия на Хороро была закрыта в 1951 году.
В 1948 году Танганьикские железные дороги и портовые службы были объединены с партнерской организацией, существовавшей в Кении и Уганде, и образовали Восточноафриканское управление железных дорог и гаваней (с 1969 года: Восточноафриканское сотрудничество железных дорог).
Начиная с 1949 года на юге Танганьики англичане строили дорогу Mtwara-Nachingwea, шириной колеи 610 мм и даже пытались создать сеть, позже названной железной дорогой Южной провинции, соединяющей порт Мтвара с регионами выращивания арахиса в южных районах страны. Протяженность линии превысила 250 км, и в 1952 году она была передана Восточноафриканским железным дорогам. В 1958 году эта ж.д. сеть достигала Чилунгула-Масаси, но после обретения Танзанией в 1961 году независимости, она была заброшена, и в феврале 1963 года её эксплуатация прекратилась.

### Республика Танзания
Начиная с 1961 года, Танзания стала независимой в несколько этапов, объединившись с Занзибаром в федерацию. За это время существующая сеть была расширена за счет включения в 1963 году соединения Центральной железной дороги и северной железной дороги у побережья, а в 1965 году - ответвления от Центральной железной дороги на юг, от Килосы до Кидату. Узкоколейная сеть Южной Танзании была закрыта в 1963 году.
С 1964 года велись переговоры о создании железнодорожного сообщения между Танзанией и Замбией. После того, как Великобритания не проявила к этому интереса, Китайская Народная Республика присоединилась к проекту. Договорные основы для этого были заключены в 1967 году, а год спустя была создана железная дорога Танзания-Замбия (TAZARA) как совместная железная дорога между Танзанией и Замбией. TAZARA была построена по Капской колее 1067 мм, обычной для южной части Африки, в соответствии с обычными там техническими стандартами, такими как всасывающий воздушный тормоз и муфта Janney. Линия была сдана в эксплуатацию частями в 1973 и 1974 годах. В 1976 году была открыта ещё одна ветка до Китаду, где заканчивается ветка метровой колеи, начинающаяся от Центральной железной дороги.
Из-за различий в политике и неравномерного экономического развития в вовлеченных государствах Восточноафриканский союз распался в 1977 году, в результате чего распались и все его общие структуры. Танзанийская железная дорога – исключая TAZARA – теперь была преобразована в Кооператив железных дорог Танзании (TRC). В экономическом отношении ситуация с железной дорогой постоянно ухудшалась из-за увеличения автомобильного движения, коррупции и политического пренебрежения. Ряд маршрутов были закрыты, например, между Арушей и Моши и на северной железной дороге.

## Железнодорожный транспорт сегодня

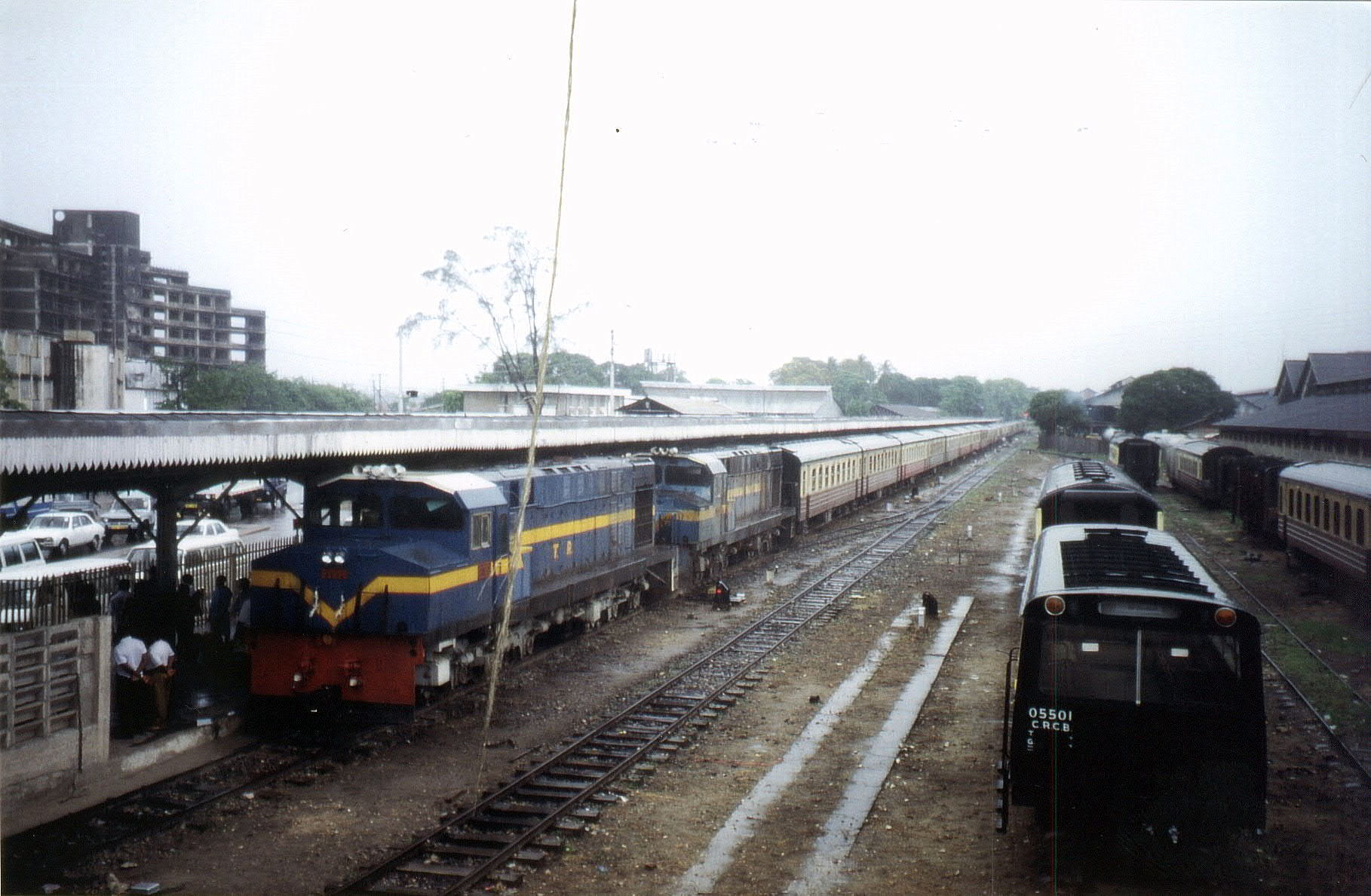
Два тепловоза перед пассажирским поездом на станции TRC в Дар-Эс-Саламе

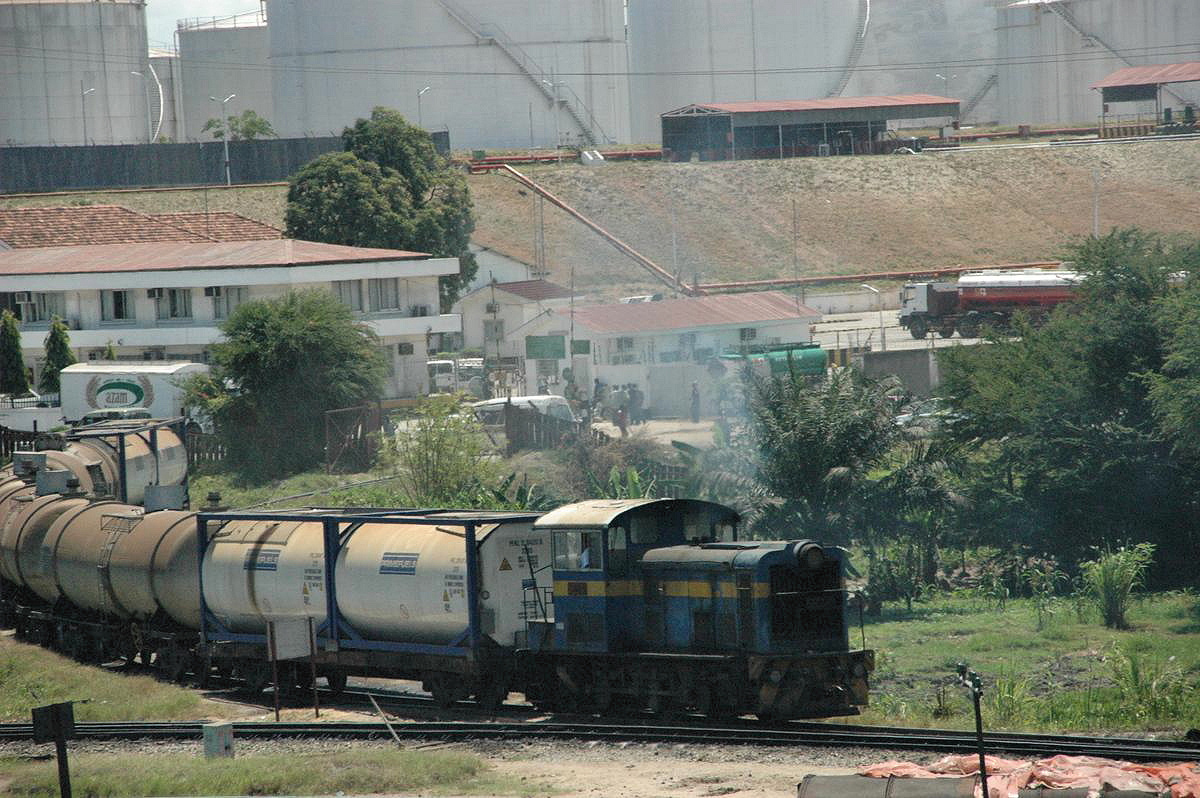
Грузовой поезд в Дар-Эс-Саламе

В пассажирских перевозках существует три класса вагонов. Теоретически возможные трансграничные перевозки в Уганду (проект Мванзы) и в Кению, которые не осуществлялись десятилетиями из-за политических разногласий и потрясений. Также не существует перевалочных пунктов между сетью метровой колеи и капской колеи в местах соприкосновения этих двух систем.

### Метровая колея
В течение многих лет движение TRC сокращалось. В настоящее время пассажирские поезда ходят регулярно только по Центральной железной дороге и двум ответвляющимся от нее маршрутам. По частоте перевозок, цене и скорости железная дорога уступает автобусам. Гниющий парк вагонов больше не может обеспечивать должный комфорт. В 2011 году еженедельно курсировал только один пассажирский поезд. Грузовые перевозки также почти полностью перешли на автомобильные.
С 2003 года правительство Танзании искало решение в виде приватизации своей государственной железной дороги. Затем 3 сентября 2007 года было создано Tanzania Railway Ltd., компания, в которой Танзании принадлежит 49%, а индийской компании Rail India Technical and Economic Services (RITES) Ltd. (TRC) - 51%. Управление TRC находится в ведении RITES. После этой консолидации Всемирный банк предоставил ссуду в размере 33 миллионов долларов на модернизацию инфраструктуры и парка вагонов. 90 локомотивов, 1280 товарных вагонов и 110 пассажирских вагонов должны были быть заменены. Впоследствии возникли дискуссии о расширении сети, но – до сих пор – из них ничего не последовало. Линии и услуги, которые были выведены из эксплуатации в предыдущие годы, не возобновились.
По указанию президента в 2018 году на бывшей северной железной дороге будет проведен ремонт. Между Момбо и Арушей железнодорожное полотно несколько раз размывалось и зарастало (по состоянию на октябрь 2018 г.).

### TAZARA

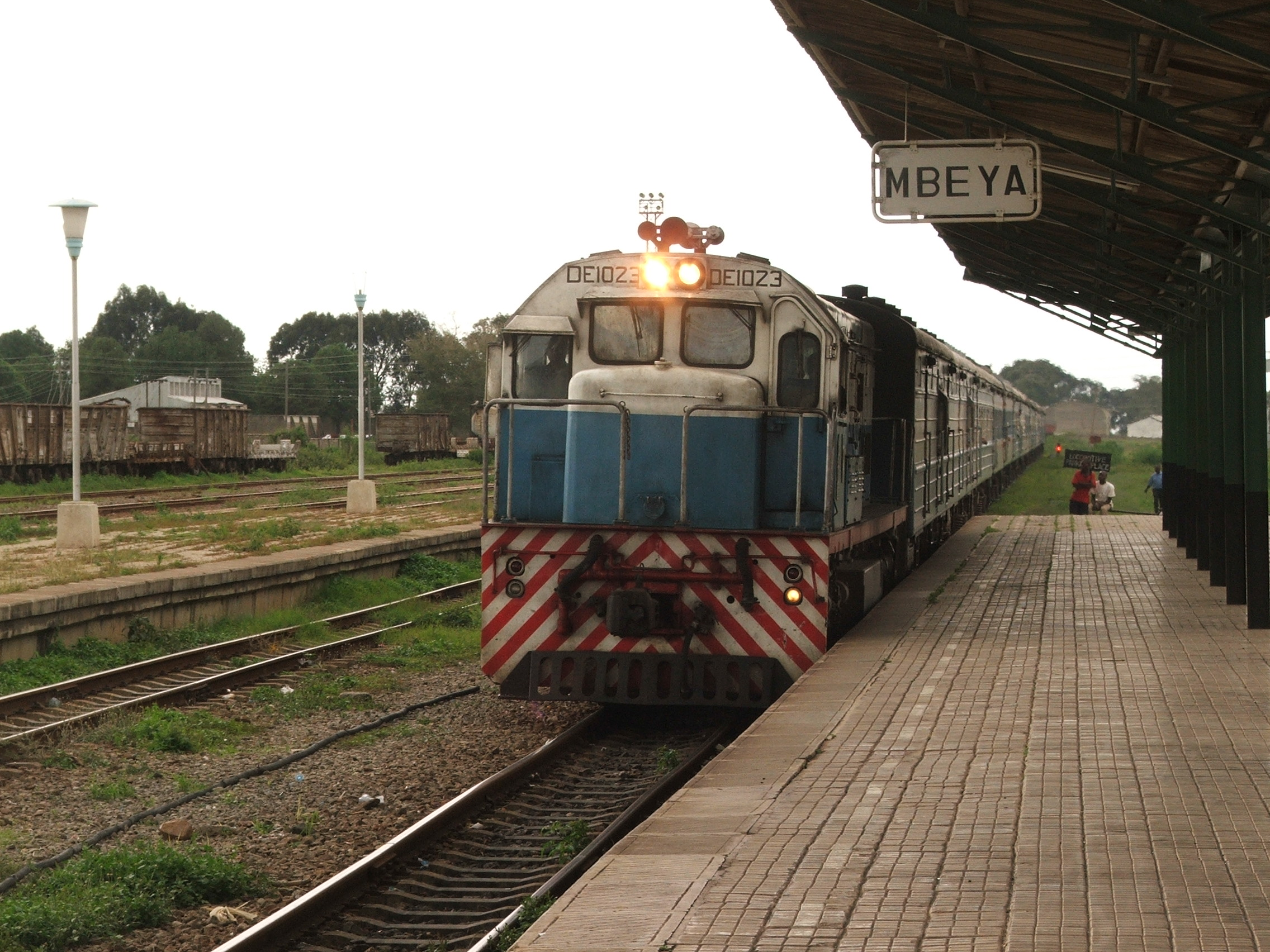
Поезд TAZARA на въезде в Мбею

По маршруту TAZARA, который проходит в пределах Танзании, курсируют три рейсовых поезда в каждом направлении в неделю. Грузовые перевозки также не очень значительны, поскольку сообщение в порту Дар-Эс-Салама никогда не работало должным образом и никогда не соответствовало эффективности южноафриканских портов. От одного до трех раз в год южноафриканский поезд Pride of Africa оператора Rovos Rail курсирует по маршруту Кейптаун–Дар-Эс-Салам.

### Европейская колея
Танзания намерена перестроить железную дорогу Танганьика и железнодорожную ветку Табора–Мванза на стандартную европейскую колею – несмотря на более высокие затраты по сравнению с реконструкцией существующих линий. За этим стоит, во-первых, интерес политиков, потому что новое строительство более зрелищно и политически эффективно, чем ремонт и содержание существующих. С другой стороны, проект обусловлен стратегическим интересом Китайской Народной Республики к надежной транспортной инфраструктуре между горнодобывающими районами на востоке Демократической Республики Конго (ДР Конго) и портами Индийского океана. Первым проектом этого предприятия является строительство новой линии между Дар-Эс-Саламом и Мванзой на озере Виктория.
Этот маршрут является частью более крупного проекта протяженностью 2561 км железнодорожных линий, предназначенных для соединения Танзании с Руандой, Бурунди и Демократической Республикой Конго. Дополнительный маршрут между Таборой и Кигомой (506 км) предусмотрен дополнительно. Максимальная скорость на электрифицированных линиях должна достигать 160 км / ч.
Общая первоначальная сметная стоимость в размере около 8 миллиардов долларов США была снижена. Евро должны составить до 6,3 млрд евро. Евро будет финансироваться за счет кредита китайского эксимбанка. По состоянию на конец 2022 года – проект еще далек от завершения – Танзания уже выделила на это около 9 миллиардов долларов.

## Железнодорожные связи со смежными странами
- Замбия — да, одинаковая ширина колеи 1067 мм.
- Уганда — да, через озеро Виктория железнодорожный паром из Мванзы в Порт-Белл или в Джинджу. Одинаковая ширина колеи 1000 мм.
- Кения — нет, одинаковая ширина колеи 1000 мм, но сообщение между Моши и Вои не эксплуатировалось в течение многих лет.
- Демократическая Республика Конго — нет, через озеро Танганьика до 2007 года ходил железнодорожный паром между Кигомой и Калемие, пока ж.д. линия ДР Конго до Калемие прекратила свое существование из-за обрушившегося моста. Изменение ширины колеи с 1000 мм на 1067 мм.
- Руанда — нет, идёт строительство железной дороги шириной колеи 1435 мм.
- Бурунди — нет, идёт строительство железной дороги шириной колеи 1435 мм.
- Малави — нет, одинаковая ширина колеи 1067 мм.
- Мозамбик — нет, одинаковая ширина колеи 1067 мм.